# Zeriuani
Zeriuani war die Bezeichnung für ein slawisches Herrschaftsgebiet im 9. Jahrhundert. Seine Identität ist unklar.
Die Descriptio regionum et civitatorum des sogenannten Bayerischen Geographen nannte Zeruani als regnum (Königreich) in einer Auflistung von Regionen östlich des Fränkischen Reiches: „Zeriuani, quod tantum est regnum, ut ex eo cunctae gentes Sclauorum exortae sint et originem, sicut affirmant, ducant.“ Es ist unklar, welches Gebiet damit gemeint ist.
Wahrscheinlich war das regnum ein Herrschaftsgebiet um die Burg Tscherwen im heutigen östlichen Polen. Diese wurde für 981 erstmals erwähnt, als Fürst Wladimir der Große von Kiew sie eroberte. Das Gebiet wurde für 1018 erstmals als Tscherwener Burgen(land) (Tscherwenskie grody) bezeichnet. Für diese Lokalisierung spricht, dass die Zeruani zwischen den Lendizi (Lendizen) und Prissani (Pruzzen) genannt wird, die beide im östlichen Polen zu lokalisieren sind.
Es wurde aber auch vermutet, dass Sorben oder Serben gemeint sein könnten. Diese Zuordnung ist aber unwahrscheinlich. Die Sorben waren bereits 631/632 erstmals erwähnt worden. In der Descriptio wurden sie als Sorabi genannt. Ihr Siedlungsgebiet lag an der Elbe im heutigen Sachsen.